# باولو ريناتو
باولو ريناتو (بالبرتغالية: Paulo Renato‏) هو ممثل برتغالي، ولد في 23 أكتوبر 1924 بلشبونة في البرتغال، وتوفي بنفس المكان في 26 سبتمبر 1981.

## وصلات خارجية
- باولو ريناتو على موقع IMDb (الإنجليزية)
- باولو ريناتو على موقع ألو سيني (الفرنسية)
- باولو ريناتو على موقع قاعدة بيانات الفيلم (الإنجليزية)
- باولو ريناتو على موقع كينوبويسك (الروسية)